# Дайк

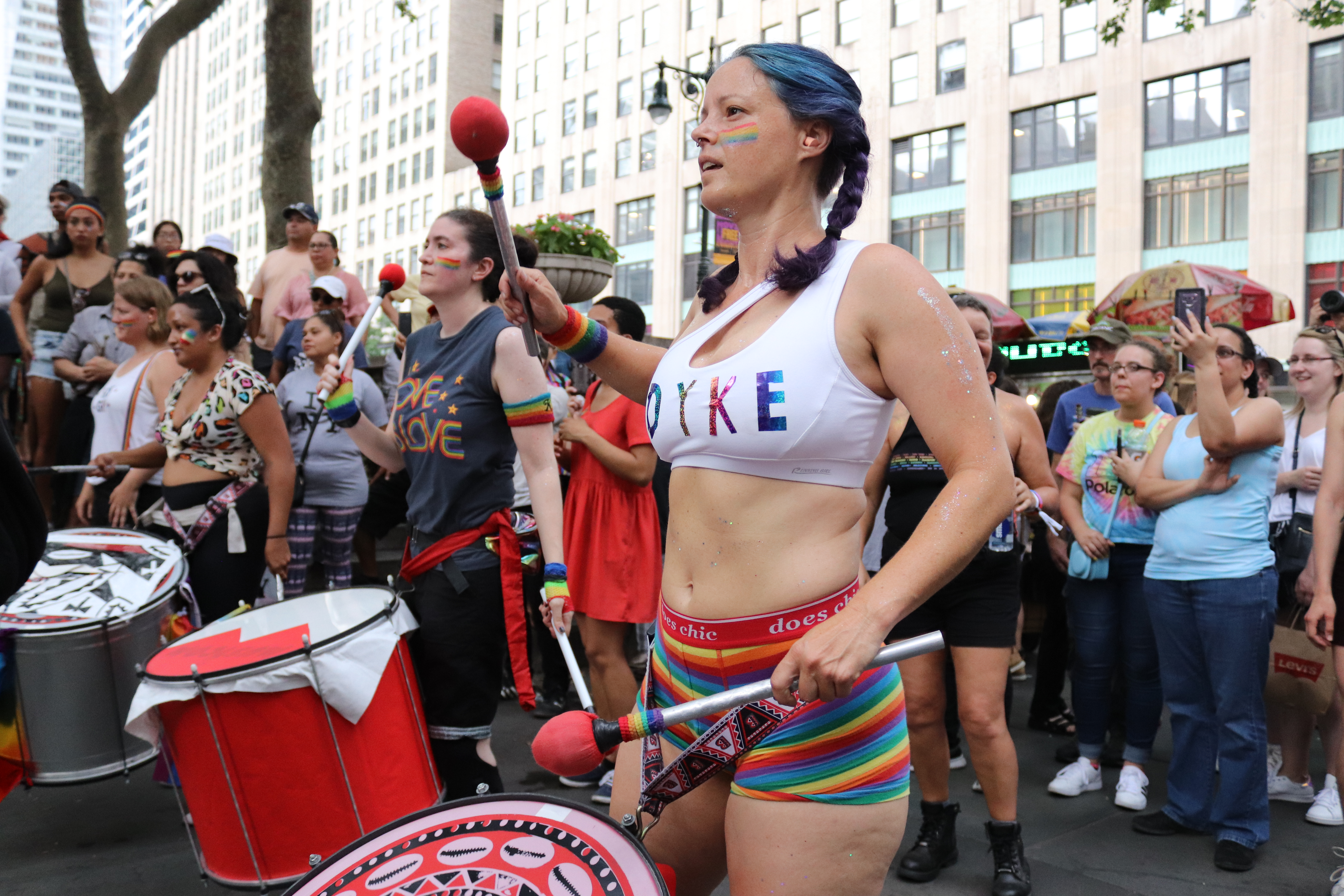
Дайк-марш у Нью-Йорку. 2019

Термін дайк — жаргонний термін, який використовується як іменник, що означає лесбійка, і як прикметник, що описує речі, пов’язані з лесбійством. Він виник як гомофобний та мізогінний пейоратив для чоловічої, буч або андрогінної дівчини чи жінки. Хоча принижувальне вживання цього слова все ще існує, термін дайк був повторно присвоєний лесбійками, що вживається як нейтральний синонім терміна лесбійка.